# Castello dei Casalodi
Il castello dei Casalodi (o castello di Casaloldo, Torre Civica o torre Casalodi) è una fortificazione di origine medievale situata a Casaloldo, in provincia di Mantova. La torre civica è quanto rimane di un antico castello in terra e legno, edificato per difendere il feudo dagli attacchi dei signorotti confinanti e proteggere la popolazione e i suoi beni.

## Struttura
Diffusi nel paesaggio della pianura padana, ben oltre il XIV secolo, i castelli in terra e legno si caratterizzavano per la compresenza di tre opere difensive: fossato, terrapieno e palizzata.
Fondamentale era lo scavo del fossato, che, con il suo perimetro chiuso, delimitava l'area stessa del castello e una volta allagato costituiva un ostacolo notevole all'assalto dell'insediamento; con la terra di risulta dello scavo, accumulata e opportunamente battuta e compattata, si formava il terrapieno, indicato con i sinonimi di terraglio – terralium – o aggere – agger -, che recintava come una muraglia l'intero perimetro, eccettuato il varco in corrispondenza della porta, dove un ponte mobile consentiva di oltrepassare il fossato; sopra il terrapieno si infiggeva infine una palizzata rinforzata da assi detta “palancato” o un solido steccato, che serviva da parapetto per i difensori del sito, i quali si avvantaggiavano quindi del riparo e del dislivello altimetrico.
L'apparato fortificatorio di questi castelli era sovente completato, come riferiscono i documenti dei secoli X-XII, da altri manufatti in legno rappresentati da una o più torri di vedetta, variamente denominate “battifredi, butefredi, belfredi” e da postazioni coperte, simili a torrette sporgenti dalla sommità del fortilizio, dette “bertesche”.
Tuttavia, a differenza dei normali villaggi fortificati, che se avevano un terrapieno o argine all'intorno, il castello di Casaloldo pare edificato sopra un dosso, di forma vagamente semicircolare, sopraelevato rispetto al piano campagna circostante: una leggera variazione altimetrica esiste ancora oggi, e si può notare se si prova ad andare verso la torre, che è posta proprio sulla sommità di questo dosso. 

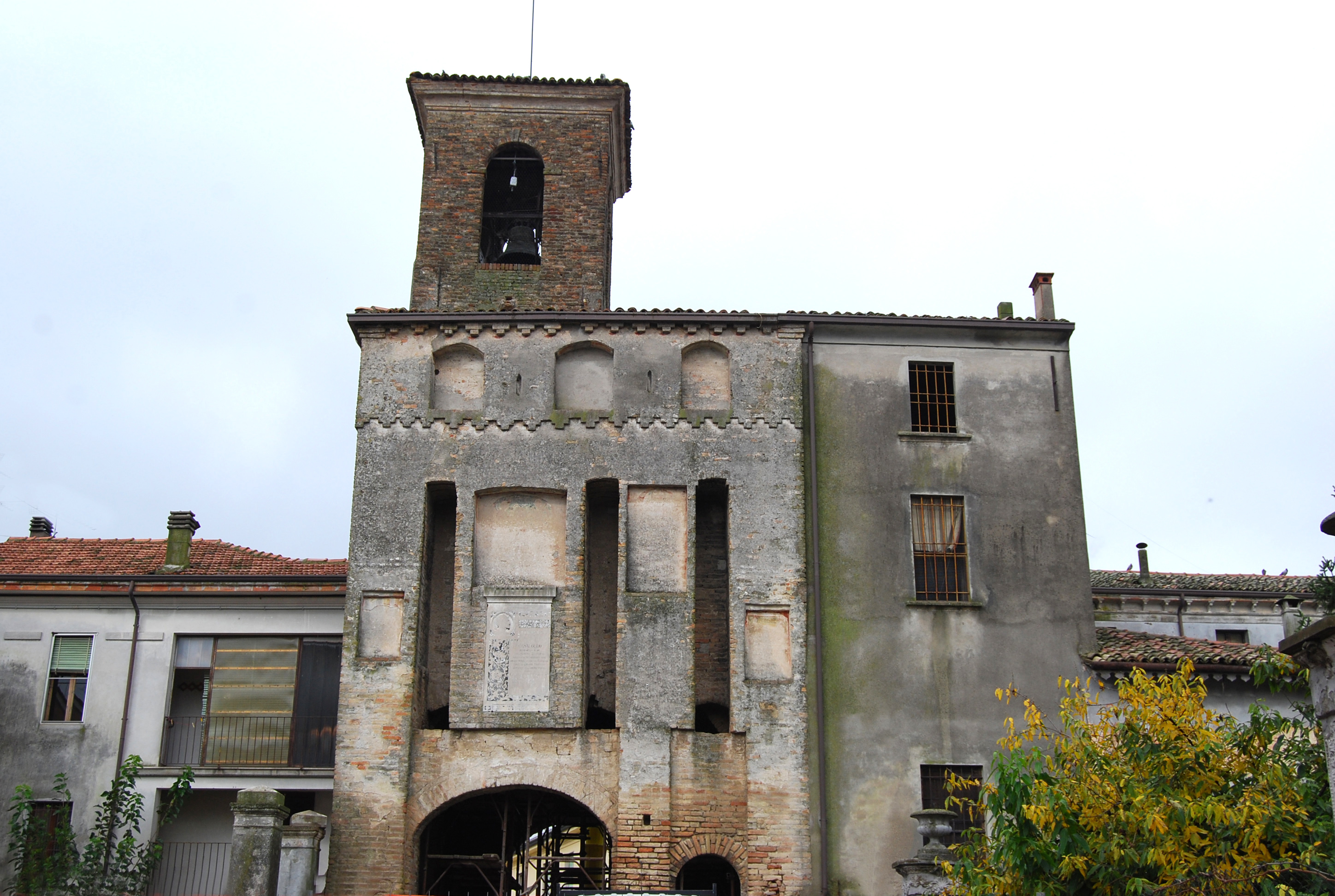
La torre prima del restauro.

Dunque, il castello di Casaloldo era probabilmente edificato su una motta, cioè un rialzo del terreno artificiale, di dimensioni contenute e di pianta circolare: si spiegherebbe così anche il nome antico del paese, Casale altum, cioè gruppo di case in posizione elevata.
Nelle mappe del Settecento e del Ottocento che rappresentano Casaloldo si vede al centro la fortificazione di forma quadrangolare, ma arrotondata agli angoli e con qualche edificio al suo interno, il fossato all'intorno, che derivava l'acqua dal torrente vicino, il Tartaro, la piazza situata all'esterno.
Queste mappe rivelano che il castello di Casaloldo era di dimensioni contenute, a pianta quasi semicircolare con superficie superiore a 7000 metri quadrati, perimetro di circa 350 metri e fronte rettilinea di circa 110 metri.
In particolare, nella più antica cartografia ad oggi disponibile di Casaloldo si apprezza la posizione del castello rispetto al borgo, il fossato con acqua intorno al fortilizio, il perimetro fortificato ancora integro e cinto da terrapieni. Altro dato saliente di questa mappa, redatta con finalità idrografiche, è il rilievo della "cerca", circuito acqueo, realizzato con lo scavo di canali, che contornava l'abitato e costituiva, con le siepi e le recinzioni che lo costeggiavano, la barriera più periferica di un sistema difensivo concentrico, diffuso in età tardomedievale: all'interno il castello con il suo fossato, all'esterno le case delimitate dalla "cerca"

## Storia
La costruzione del fortilizio è probabilmente iniziata nell'XI secolo ed è strettamente legata alla presenza dei conti Ugoni-Longhi sul territorio.
La casata vantava vasti possedimenti tra Bassa bresciana orientale e Alto Mantovano che comprendevano Montichiari, Desenzano, Asola, Castel Goffredo, Mosio e San Martino Gusnago.
Il castello passò poi nelle mani di un ramo della stessa stirpe comitale che da Casaloldo prese il nome: i conti Casaloldi. Divenuta una delle più potenti famiglie del Bresciano, intorno al 1190 i Casalodi si stabilirono a Mantova, da dove vennero cacciati con l'inganno dai Bonacolsi, con Pinamonte, alla fine del XIII secolo.

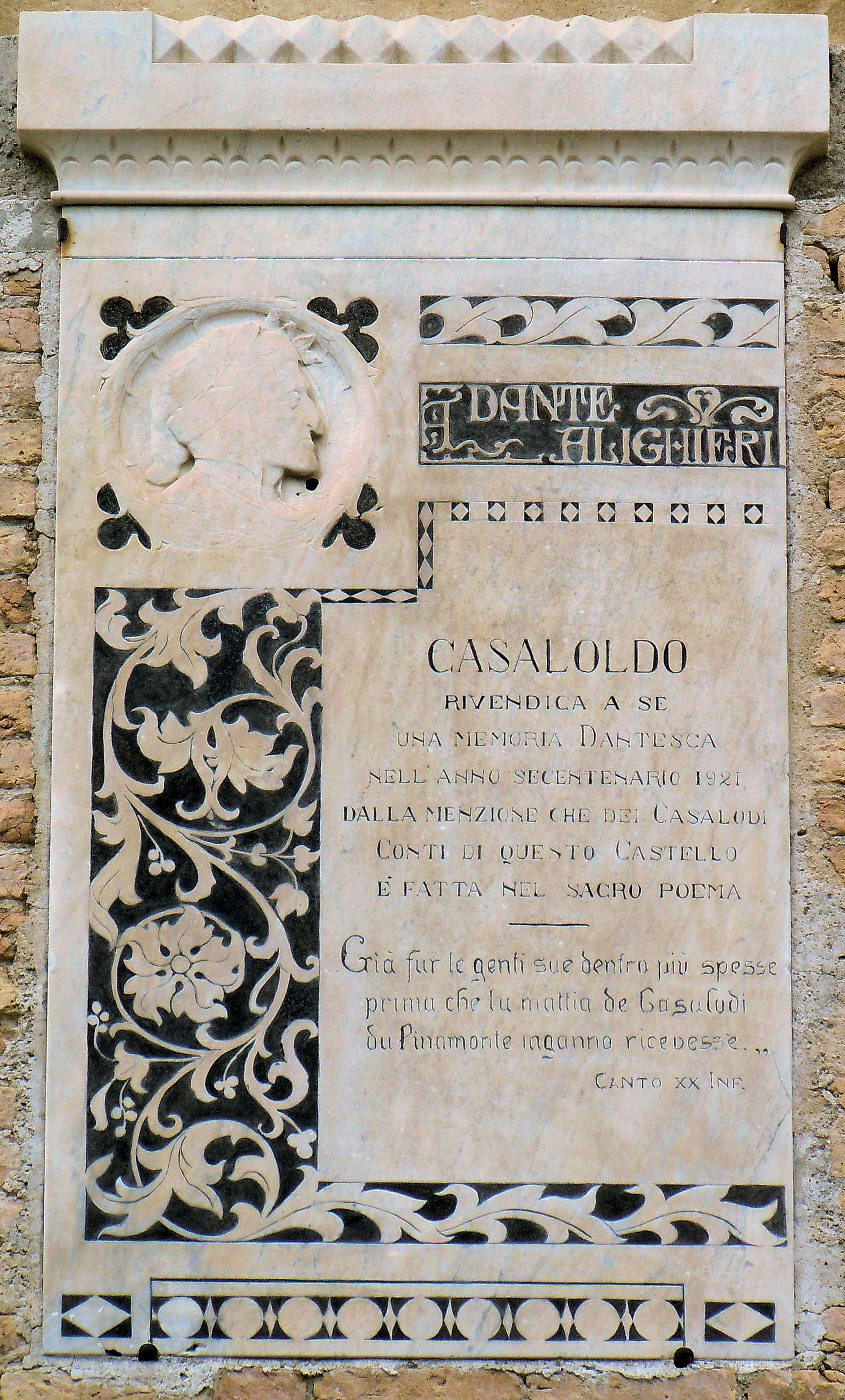
Lapide posta sulla torre, a memoria dantesca (Inferno, XX, 95-96)

L'episodio è ricordato da una lapide marmorea del 1921 murata su una parete della torre che ricorda la menzione fatta da Dante Alighieri di Alberto II Casalodi nel XX canto dell'Inferno:
(Dante Alighieri, Inferno XX, 95-96)
Nel 1237, in occasione della discesa in Italia dell'imperatore Federico II, il maniero, assieme al castello di Carpenedolo, venne distrutto dalle truppe ghibelline di Reggio, alleate dell'imperatore.
Il 5 ottobre 1237, infatti, dopo un breve assedio, le armate imperiali misero a ferro e fuoco i castelli di Carpenedolo e Casaloldo, sia quello dei conti, che quello fondato dal Comune di Brescia, cioè Castelnuovo:
(Anonimus Regiensis, Memor. Potestatum Regiensium, in Muratori 1729, t. VIII, col. 1109)
(Anonimus Regiensis, Memoriale Potestatum Regiensium, in Muratori, Rerum Italicarum Scriptores, vol. VIII, col. 1104, anno 1237)
Si può facilmente immaginare come, in quegli anni 1236-37, a causa del passaggio dell'esercito ghibellino, i territori del Comitatus degli Ugoni-Longhi di Mosio, Redondesco, Marcaria, Casaloldo, Carpenedolo venissero saccheggiati, i villici spogliati dei loro beni e molte case incendiate; per molto tempo questi borghi dovettero risentire dei dolorosi effetti di questa calamità. 

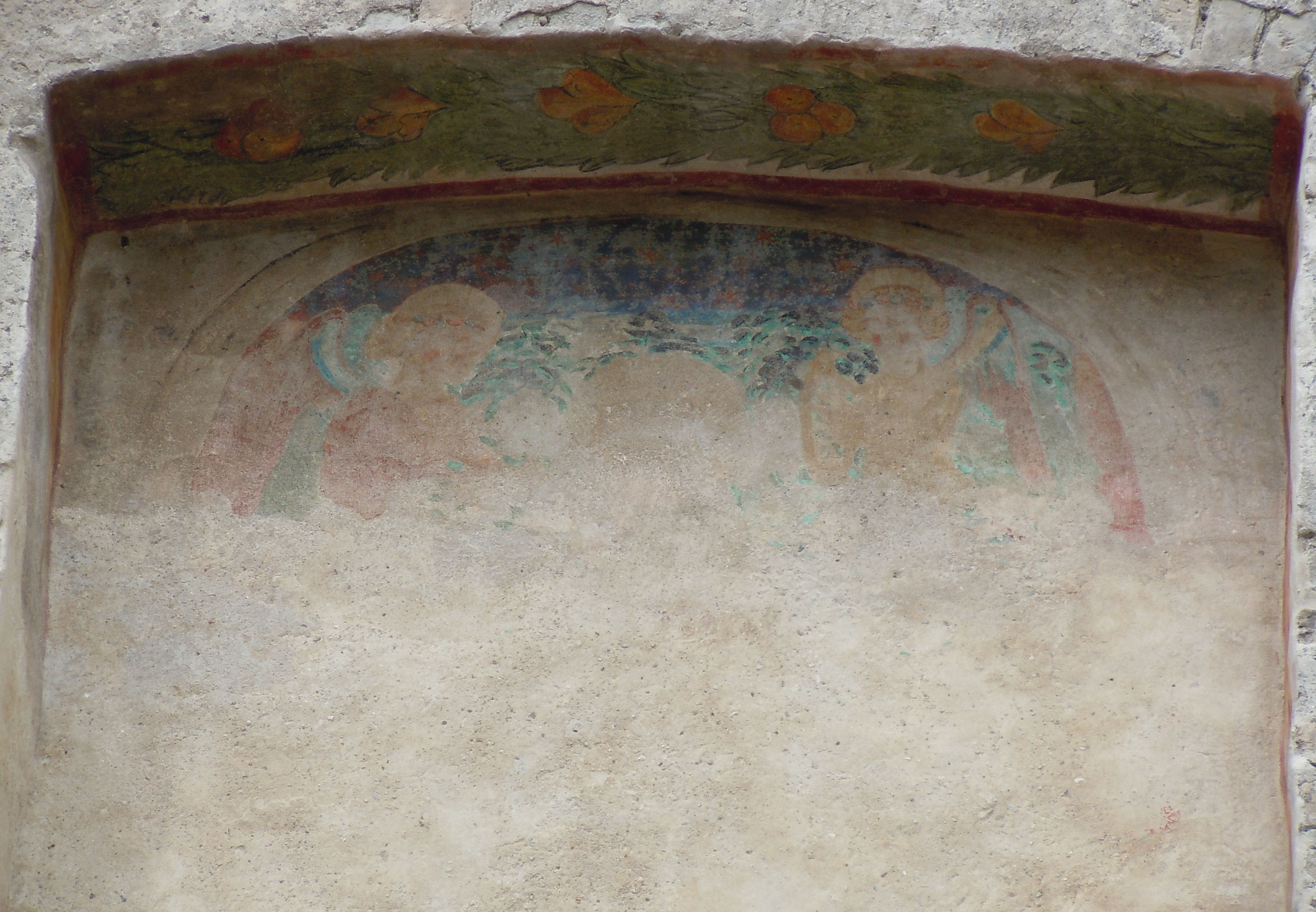
Tracce di affresco sulla facciata

Lo studioso tedesco Bohmer, riguardo alla presa di Casaloldo e Carpenedolo da parte delle armate reggiane, scrisse che i Reggiani, usciti da Goito, non marciarono con l'esercito imperiale, ma prima andarono verso sud e conquistarono solo Casaloldo e Castelnuovo, mentre essi si sarebbero riuniti solamente in seguito con l'esercito principale che stava a Carpenedolo. Dunque il lunedì 5 ottobre 1237, le milizie ghibelline dei Reggiani, guidate dal loro podestà Manfredo Cornazzano, si gettarono prima su Casaloldo e Castelnuovo, e in seguito si diressero a nord verso Carpendolo, prendendo e distruggendo con il fuoco i castelli di entrambe le due località
Il castello di Casaloldo, dunque, come molti altri della zona, era in terra e legno; in muratura aveva solo la torri portaia quattrocentesca tuttora conservata. Appartenente dal XV secolo alla repubblica di Venezia, nel 1441, nel corso della guerra che vedeva Visconti e Gonzaga alleati contro la Serenissima, il fortilizio si ribellò alla Dominante e si diede ai nemici. Le sorti del conflitto furono, però, favorevoli al leone di San Marco, che inflisse una pena esemplare a Casaloldo, decretando, con lettera del doge Francesco Foscari, l'abbattimento e la totale distruzione delle fortificazioni e dei palancati della infedele comunità: “fortilitia et palachata terrarum Rametelli Superioris et Casalisalti, de squadra Asule, funditus subvertantur, dirumpantur et prosternantur”.

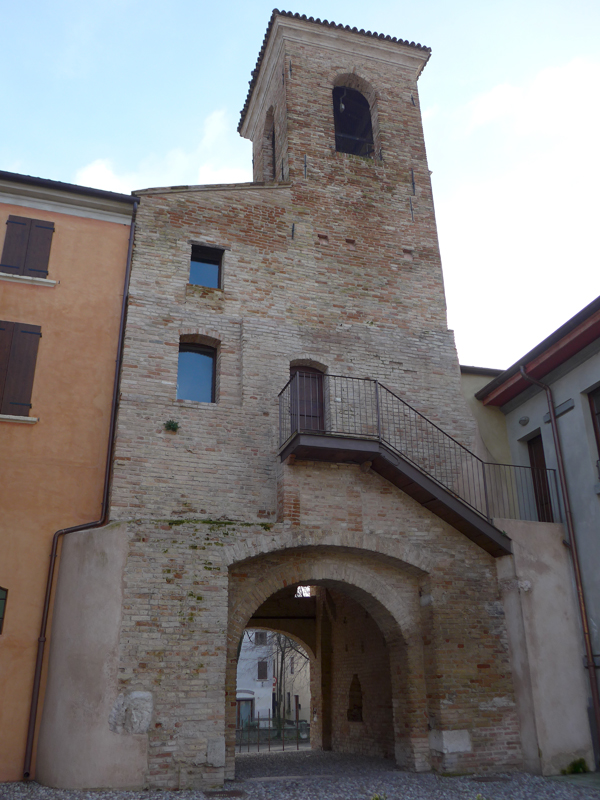
Torre Casalodi lato ovest.

Terragli e steccati furono però in seguito ripristinati, ammesso che le fortificazioni di questo luogo siano state smantellate, dubbio legittimato da un'epigrafe murata nella facciata della superstite torre d'ingresso al castello, che reca la data di costruzione del 1437.
Una eccezionale testimonianza della struttura del castello di Casaloldo è data da una bella e poco conosciuta fonte iconografica del 1717, una tela della parrocchiale di Casaloldo che raffigura la battaglia ivi combattuta il 10 maggio 1509 nell'ambito della guerra che oppose la lega di Cambrai, cui aderì anche Mantova, a Venezia.
In quella circostanza le truppe gonzaghesche, guidate all'assalto del fortilizio di Casaloldo da Alessio Beccaguto, nella convinzione di una facile e corroborante vittoria, si trovarono invece a sostenere una lotta accanita contro la popolazione locale, che, animata dal coraggio e dall'energia delle donne, impegnò a fondo gli attaccanti mantovani. Nel frattempo Asola, avvisata del fatto, provvedeva a inviare un contingente armato in soccorso di Casaloldo e così, aggrediti da due fronti, i soldati del Beccaguto si sbandarono e si diedero a una ignominiosa fuga con perdite di uomini e mezzi.
Nel quadro, che raffigura con l'efficacia di un'ispirata arte popolare la fase cruciale del combattimento, risalta il castello di Casaloldo con fossato acqueo – Casaloldo era protetto, oltre che dal fossato, anche da una cercha, cioè un secondo fosso esterno al primo, e ancora nel 1754 il canale intorno all'abitato si chiamava Cerca -, torre portaia e rivellino e si evidenziano, al posto delle mura, i terrapieni erbosi sormontati dallo steccato.
Esaurite le sue funzioni, la fortificazione fu gradualmente smantellata tra Settecento e Ottocento, con lo spianamento dei bordi dell'altura e l'interramento del fossato; fu lasciata al suo posto solo la torre d'ingresso, che rimane ancora oggi con l'aggiunta torretta con funzioni di campanile e di torre dell'orologio.